# Mehmet Shehu

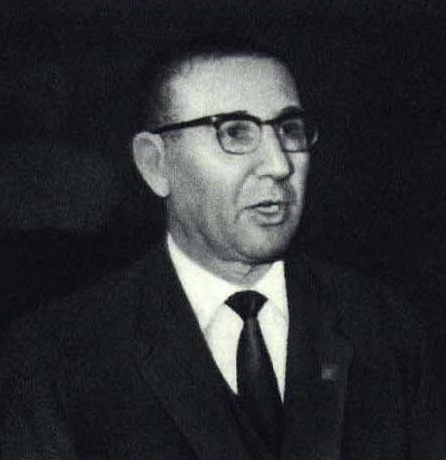
Mehmet Shehu (1967)

Mehmet Shehu (Çorush, 10 januari 1913 – Tirana, 17 december 1981) was een Albanees politicus. Mehmet Shehu behoorde tot de Zuid-Albanese bevolkingsgroep de Tosken en was de zoon van een moellah (moslimgeestelijke). Shehu ontving een middelbareschoolopleiding aan de American Vocational School in Korçë. In 1930 bezocht hij korte tijd het militaire college in Napels, maar vanwege zijn linkse denkbeelden moest hij het militaire college verlaten. Tijdens de Spaanse Burgeroorlog vocht hij in de internationale Garibaldi Brigade tegen de nationalisten van generaal Franco.
Na de Spaanse Burgeroorlog werd hij geïnterneerd in Frankrijk, maar kon in 1942 terugkeren naar Albanië dat op dat moment werd bezet door de Italianen. Shehu sloot zich aan bij het verzet en werd lid van de Albanese Communistische Partij (ACP). Van 1943 tot 1944 was hij divisiecommandant van het Nationale Bevrijdingsleger. Onder Shehu's commando werd het noorden van Albanië 'gezuiverd' van stamhoofden en fascisten (een ruim begrip onder de toenmalige Albanese communisten). Van 1944 tot 1945 was Shehu lid van het Presidium van de door communisten gedomineerde Anti-fascistische Bevrijdingsraad (voorlopige regering). In 1945 werd Shehu bevorderd tot luitenant-generaal, en later tot generaal van het Albanese Volksleger.
In januari 1946 werd Albanië een volksrepubliek. Mehmet Shehu werd in 1947 in de Nationale Assemblée (parlement) gekozen. Shehu steunde de nationalistische politiek van premier Enver Hoxha en was een tegenstander van Koci Xoxe, die naar een federatie met Joegoslavië streefde. In juni 1948 werd de pro-Joegoslavische fractie uit het Centraal Comité van de ACP verwijderd en werd Xoxe als minister van Binnenlandse Zaken ontslagen en opgevolgd door Shehu. Shehu werd door Hoxha eveneens aangesteld als vicepremier. Op het 1e Congres van de ACP in november 1948, werd Shehu in het Centraal Comité en het politbureau van de partij gekozen. De ACP veranderde haar naam in de Albanese Partij van de Arbeid (PPSh). Van 1948 tot 1953 was hij één der secretarissen van het Centraal Comité.
Als minister van Binnenlandse Zaken, was Mehmet Shehu tevens chef van de inlichtingen- en veiligheidsdienst, de Sigurimi. De Sigurimi groeide uit tot een van de meest gevreesde geheime diensten ter wereld. In de periode na 1948 'zuiverde' Mehmet Shehu de PPSh.
In 1954 trad Hoxha als premier af, maar bleef de belangrijkste man van Albanië, omdat hij partijsecretaris van de PPSh bleef. Shehu werd Hoxha's opvolger als premier. Hij moest echter wel afstand doen van zijn portefeuille van Binnenlandse Zaken. Shehu was de steun en toeverlaat van Enver Hoxha. Net als Hoxha, zorgde Shehu ervoor dat zijn familieleden lid werden van het politbureau en het Centraal Comité van de PPSh. Op den duur domineerden de families Hoxha en Shehu de partijbesturen.
Van 1974 tot 1981 was Shehu tevens lid van het Presidium van de Nationale Assemblée (= vicepresident van Albanië).
Op 17 december 1981 werd Shehu dood aangetroffen in zijn huis. Volgens de regering was het zelfmoord. Een jaar later onthulde Enver Hoxha in zijn boek De titoïsten dat zijn vroegere kameraad tijdens zijn ministerschap spion was geweest voor de Amerikaanse, de Britse, de Russische en de Joegoslavische geheime diensten. Omdat het net zich rondom hem sloot, zou Shehu zelfmoord hebben gepleegd. Het wordt echter aangenomen dat Shehu in opdracht van Enver Hoxha werd vermoord, omdat hij zich tegen het isolationisme van Hoxha keerde. Mogelijk speelde het voorgenomen huwelijk van zijn dochter met de zoon van een man die tijdens de oorlog fascist was geweest, ook een rol. Volgens een versie zou Hoxha Shehu zelf hebben vermoord tijdens een bijeenkomst van het politbureau. Shehu werd op een geheime locatie begraven, zonder dat daar familie bij aanwezig was.
Shehu's weduwe Fiqerete, zijn twee zoons en andere familieleden, werden gearresteerd en zonder vorm van proces opgesloten. Zij kwamen pas na de val van het communisme in 1991 weer vrij.
In 2001 werden overblijfselen van Shehu, na een onderzoek door een van zijn zoons, teruggevonden.